# Drebkau
Drebkau (em baixo sorábio: Drjowk) é um município da Alemanha, situado no distrito de Spree-Neiße, no estado de Brandemburgo. Tem 142,94 km² de área, e sua população em 2019 foi estimada em 5.509 habitantes.